# Avilés
Avilés là tên thành phố quan trọng thứ ba của Asturias, Tây Ban Nha.